# Carlos Goyeneche Silvela
Carlos de Goyeneche y Silvela (Irurita, 1918-Madrid, 1996), diplomático español, marqués de Balbueno y miembro de Honor del Instituto Peruano de Investigaciones Genealógicas.

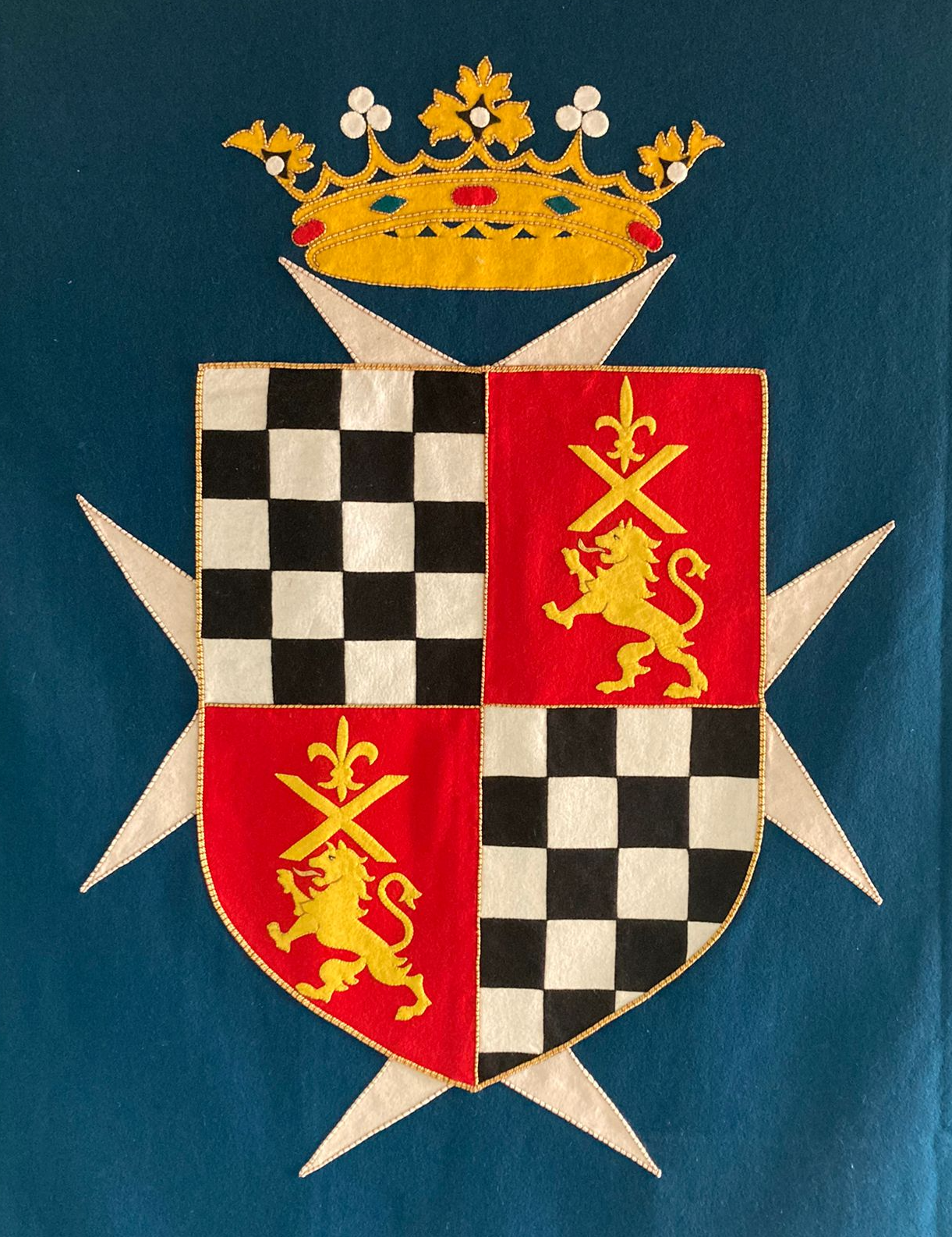
Armas del iii marqués de Balbueno

Fue miembro del Cuerpo Diplomático, al que se incorporó como Secretario de Embajada de Tercera una vez superado el examen de oposición de la primera promoción de la Escuela Diplomática. Llegó a ostentar rango de Embajador de España.

### Distinciones
- Caballero Gran Cruz de Honor y Devoción de la orden de Malta.[5][6]
- Gran Cruz de la Orden del mérito civil.[7]

## El fondo documental Balbueno
Siguiendo la tradición familiar desde finales del siglo XIX de recrearse en el lago Lemán, cuando se jubiló de la carrera diplomática gustaba pasar varios meses al año en la ciudad de Lausana. Entre los lugares que frecuentaba se encontraba la Bibliothèque Cantonale et Universitaire de Lausanne (BCUL), a la que decidió legar su colección de documentos y libros,
Esta colección de textos está formada por un conjunto de manuscritos que data del siglo XV al XX. Algunos de los cuales quedan listados a continuación:
- An Extinct Peerage of England: Containing an Account of All Those Families, By Edward Kimber - Ex Dono
- Memorial de la casa y servicios de don Joseph de Saavedra marqués de Ribas, de José Pellicer de Salas y Tovar - Ex Dono
- Contra los trages, y adornos profanos en que de doctrina de la Sagrada. Por Luis Antonio Belluga y Moncada - Ex Dono
- Memorias históricas de la vida y acciones del Rey D. Alonso el Noble. Por Gaspar Ibáñez de Segovia Peralta y Mendoza (marqués de Mondejar) - Ex Dono
- Nobiliario, armas, y triunfos de Galicia, hechos heroicos de sus hijos. Por Felipe de la Gándara - Ex Dono
- Memorial al rey N. señor en que se recopila, adiciona y representa. Por Fernando Saavedra Rivadeneyra - Ex Dono
- Cronico de la excellentissima casa de los Ponces de León - Ex Dono

También dono al Museo del Prado un retrato de Juan Mariano de Goyeneche y Gamio, III conde de Guaqui, con uniforme de caballero de la Orden de Santiago, pintado por Daniel Hernández Morillo. Dicha donación fue aceptada por el Patronato el 23 de julio de 1991. Ingresó el 26 de octubre de 1992.